# Makarov
Makarov (ryska Мака́ров) är en stad på östra sidan av Sachalin i Sachalin oblast i Ryssland. Den ligger 235 kilometer norr om Juzjno-Sachalinsk. Folkmängden uppgår till cirka 7 000 invånare.

## Historia
Orten grundades 1892 under japansk regim och hette då Shirutoru (japanska 知取町). Den döptes om till Makarov, efter den ryske amiralen Stepan Makarov, när den fick stadsrättigheter 1946 i samband med det ryska övertagandet av ön.